# Kolo Kolo
Kolo Kolo is een bestuurslaag in het regentschap Sumenep van de provincie Oost-Java, Indonesië. Kolo Kolo telt 5156 inwoners (volkstelling 2010).